# Saint-Broladre
Saint-Broladre est une commune française située dans le département d'Ille-et-Vilaine en région Bretagne, peuplée de 1 166 habitants.

## Géographie
Saint-Broladre est un village donnant sur la baie du mont Saint-Michel, là où se trouve la chapelle Sainte-Anne. Il est entouré des communes de Roz-sur-Couesnon, Saint-Marcan, Sains, La Boussac, Baguer-Pican et Cherrueix.

### Flore
Comme certaines de ses voisines, concernant la richesse de la flore, Saint-Broladre fait partie des communes du département possédant dans leurs différents biotopes le plus de taxons, soit 578 pour une moyenne communale de 348 taxons et un total départemental de 1 373 taxons (118 familles). On compte notamment 40 taxons à forte valeur patrimoniale (total de 207) ; 27 taxons protégés et 13 appartenant à la liste rouge du Massif armoricain (total départemental de 237).

### Hydrographie
Pour un article plus général, voir Réseau hydrographique d'Ille-et-Vilaine.
La commune est située dans le bassin Loire-Bretagne. Elle est drainée par la Banche, le canal de la banche, le Guilloche, le essai des Longs Sillons, le essai des longs sillons et  un autre petit cours d'eau,.
La Banche, d'une longueur de 23 km, prend sa source dans la commune de Saint-Marcan et se jette  dans le Guyoult à Mont-Dol, après avoir traversé six communes. 

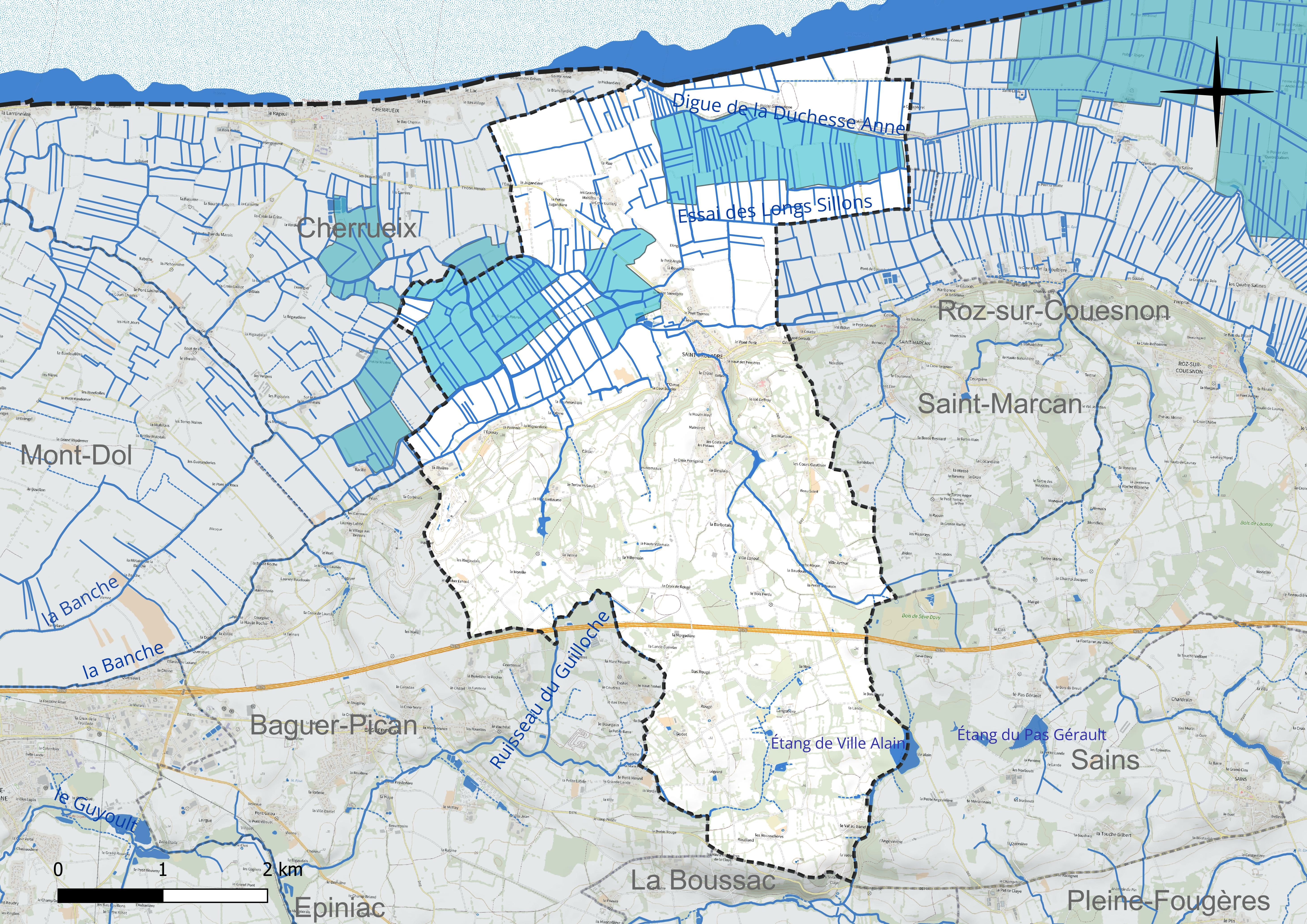
Réseau hydrographique de Saint-Broladre.

Un plan d'eau complète le réseau hydrographique : l'étang de Ville Alain, d'une superficie totale de 7,3 ha (3,25 ha sur la commune),.

### Climat
Pour des articles plus généraux, voir Climat de la Bretagne et Climat d'Ille-et-Vilaine.
En 2010, le climat de la commune est de type climat océanique franc, selon une étude du CNRS s'appuyant sur une série de données couvrant la période 1971-2000. En 2020, Météo-France publie une typologie des climats de la France métropolitaine dans laquelle la commune est exposée à un climat océanique et est dans la région climatique  Bretagne orientale et méridionale, Pays nantais, Vendée, caractérisée par une faible pluviométrie en été et une bonne insolation. Parallèlement l'observatoire de l'environnement en Bretagne publie en 2020 un zonage climatique de la région Bretagne, s'appuyant sur des données de Météo-France de 2009. La commune est, selon ce zonage, dans la zone « Intérieur », exposée à un climat médian, à dominante océanique.  
Pour la période 1971-2000, la température annuelle moyenne est de 11,4 °C, avec une amplitude thermique annuelle de 12 °C. Le cumul annuel moyen de précipitations est de 859 mm, avec 12,8 jours de précipitations en janvier et 7,8 jours en juillet. Pour la période 1991-2020, la température moyenne annuelle observée sur la station météorologique la plus proche, située sur la commune de Pontorson à 12 km à vol d'oiseau, est de 11,9 °C et le cumul annuel moyen de précipitations est de 821,3 mm,. Pour l'avenir, les paramètres climatiques de la commune estimés pour 2050 selon différents scénarios d'émission de gaz à effet de serre sont consultables sur un site dédié publié par Météo-France en novembre 2022.

## Urbanisme

### Typologie
Au 1er janvier 2024, Saint-Broladre est catégorisée commune rurale à habitat dispersé, selon la nouvelle grille communale de densité à sept niveaux définie par l'Insee en 2022.
Elle est située hors unité urbaine et hors attraction des villes,.
La commune, bordée par la Manche, est également une commune littorale au sens de la loi du 3 janvier 1986, dite loi littoral. Des dispositions spécifiques d'urbanisme s'y appliquent dès lors afin de préserver les espaces naturels, les sites, les paysages et l'équilibre écologique du littoral, tel le principe d'inconstructibilité, en dehors des espaces urbanisés, sur la bande littorale des 100 mètres, ou plus si le plan local d'urbanisme le prévoit.

### Occupation des sols
L'occupation des sols de la commune, telle qu'elle ressort de la base de données européenne d'occupation biophysique des sols Corine Land Cover (CLC), est marquée par l'importance des territoires agricoles (91,8 % en 2018), une proportion sensiblement équivalente à celle de 1990 (92,2 %). La répartition détaillée en 2018 est la suivante : 
zones agricoles hétérogènes (44,3 %), terres arables (38,3 %), prairies (9,3 %), forêts (5,2 %), zones urbanisées (2 %), mines, décharges et chantiers (1 %). L'évolution de l'occupation des sols de la commune et de ses infrastructures peut être observée sur les différentes représentations cartographiques du territoire : la carte de Cassini (XVIIIe siècle), la carte d'état-major (1820-1866) et les cartes ou photos aériennes de l'IGN pour la période actuelle (1950 à aujourd'hui).

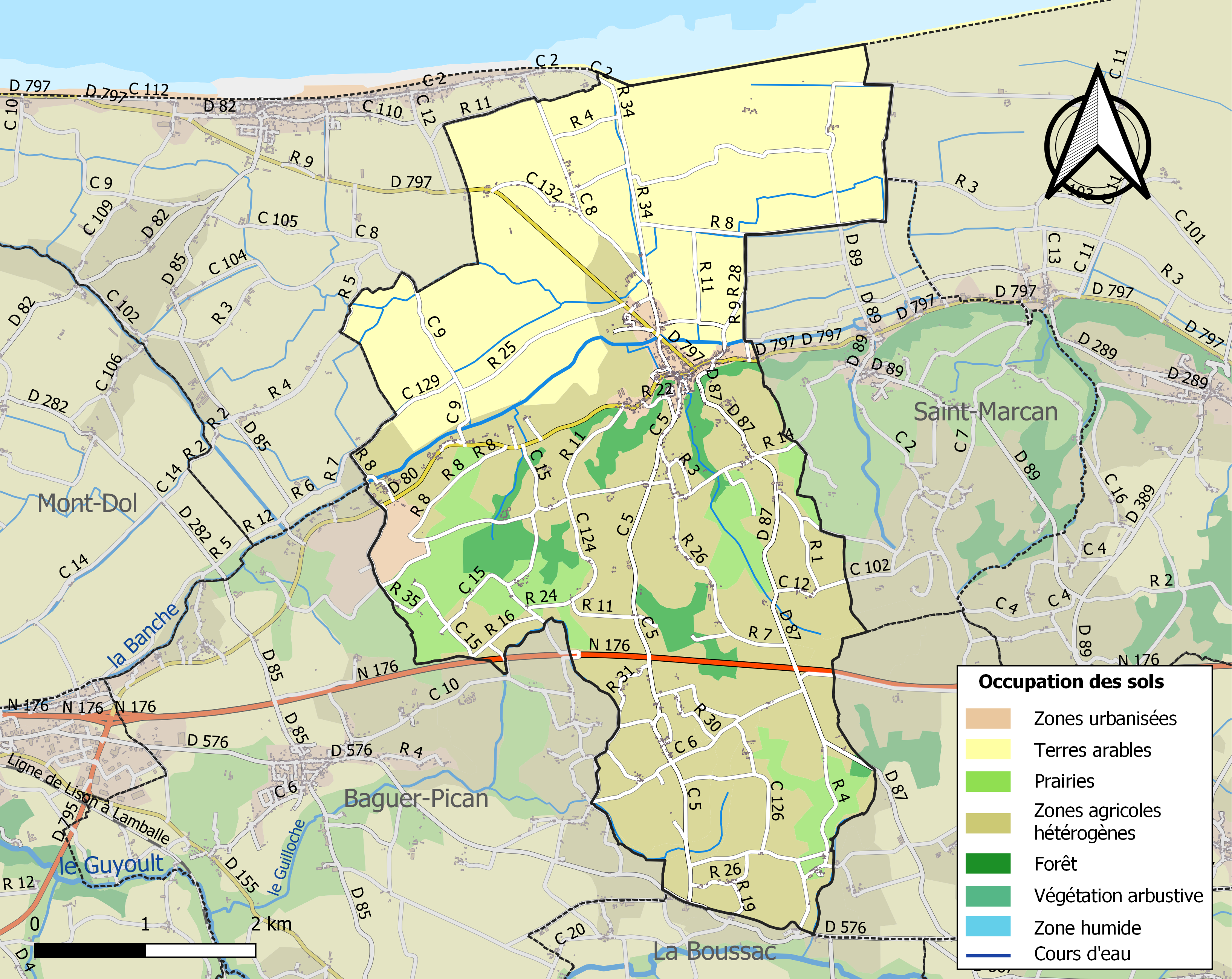
Carte des infrastructures et de l'occupation des sols de la commune en 2018 (CLC).

## Toponymie
Le nom de la localité est attesté sous les formes Parochia Sancti Petri et Sancti Broeladri en 1081, ecclesia Sancti Petri de Sancto Broladrio en 1316, Sanctus Broladrus en 1516.
Le nom de la commune proviendrait de saint Brévalaire, d'origine galloise (connu au Pays de Galles sous le nom de saint Branwallader et de saint Breladre à Jersey), à ne pas confondre avec un autre saint Brévalaire, plus connu sous le nom de saint Brandan et honoré également à Kerlouan (Finistère).
Saint-Boulade en gallo.

## Histoire

### Moyen Âge
La paroisse de Saint-Broladre faisait partie du doyenné de Dol relevant de l'évêché de Dol et était connue sous le vocable de Saint-Brandan. On a parlé breton vers Saint-Broladre jusqu'au début du XIIe siècle.

### Temps modernes
L'abbaye Notre-Dame du Tronchet y possédait des biens en 1575.

### LeXIXesiècle
Lors du recensement de 1851, le hameau de la Ville Arthur comptait 65 habitants répartis en 14 foyers ; 15 jeunes étaient bergers dont un n'avait pas 10 ans ; parmi les hommes adultes, 1 était un agriculteur propriétaire, 5 étaient laboureurs, 2 fermiers et 3 journaliers ; par ailleurs on comptait un tourneur, un tailleur d'habits et un casseur de pierre.

## Politique et administration

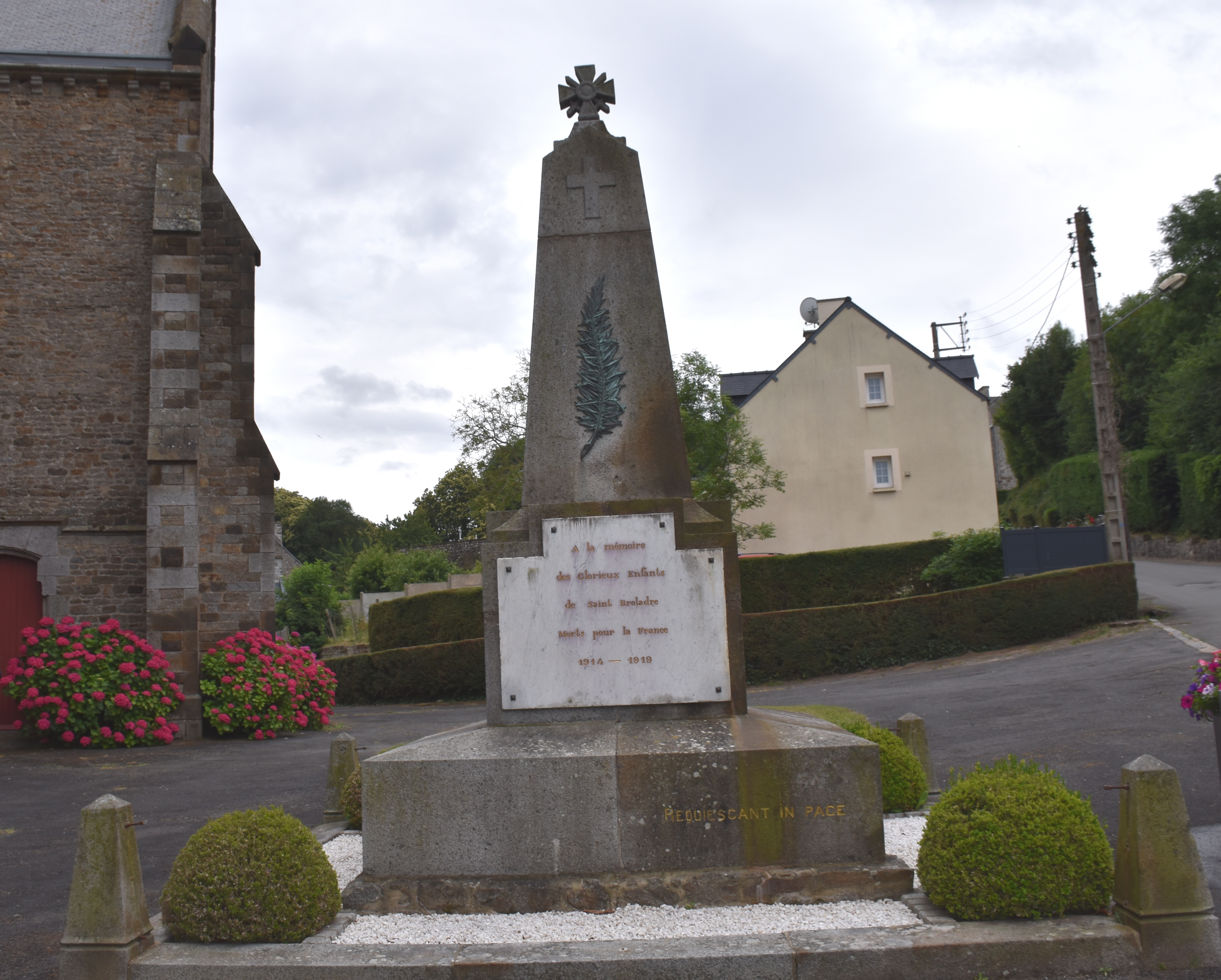
Le monument aux morts.

## Démographie
L'évolution du nombre d'habitants est connue à travers les recensements de la population effectués dans la commune depuis 1793. Pour les communes de moins de 10 000 habitants, une enquête de recensement portant sur toute la population est réalisée tous les cinq ans, les populations de référence des années intermédiaires étant quant à elles estimées par interpolation ou extrapolation. Pour la commune, le premier recensement exhaustif entrant dans le cadre du nouveau dispositif a été réalisé en 2004.
En 2022, la commune comptait 1 166 habitants, en évolution de +3,28 % par rapport à 2016 (Ille-et-Vilaine : +5,46 %, France hors Mayotte : +2,11 %).
| 1793  | 1800  | 1806  | 1821  | 1831  | 1836  | 1841  | 1846  | 1851  |
| ----- | ----- | ----- | ----- | ----- | ----- | ----- | ----- | ----- |
| 2 085 | 1 402 | 1 471 | 1 605 | 1 613 | 1 640 | 1 606 | 1 708 | 1 744 |

| 1856  | 1861  | 1866  | 1872  | 1876  | 1881  | 1886  | 1891  | 1896  |
| ----- | ----- | ----- | ----- | ----- | ----- | ----- | ----- | ----- |
| 1 858 | 1 719 | 1 719 | 1 707 | 1 812 | 1 884 | 1 862 | 1 798 | 1 987 |

| 1901  | 1906  | 1911  | 1921  | 1926  | 1931  | 1936  | 1946  | 1954  |
| ----- | ----- | ----- | ----- | ----- | ----- | ----- | ----- | ----- |
| 1 821 | 1 708 | 1 690 | 1 475 | 1 371 | 1 323 | 1 272 | 1 252 | 1 058 |

| 1962  | 1968 | 1975 | 1982 | 1990 | 1999  | 2004  | 2006  | 2009  |
| ----- | ---- | ---- | ---- | ---- | ----- | ----- | ----- | ----- |
| 1 008 | 946  | 881  | 865  | 992  | 1 014 | 1 017 | 1 016 | 1 094 |

| 2014  | 2019  | 2022  | - | - | - | - | - | - |
| ----- | ----- | ----- | - | - | - | - | - | - |
| 1 123 | 1 140 | 1 166 | - | - | - | - | - | - |

## Lieux et monuments

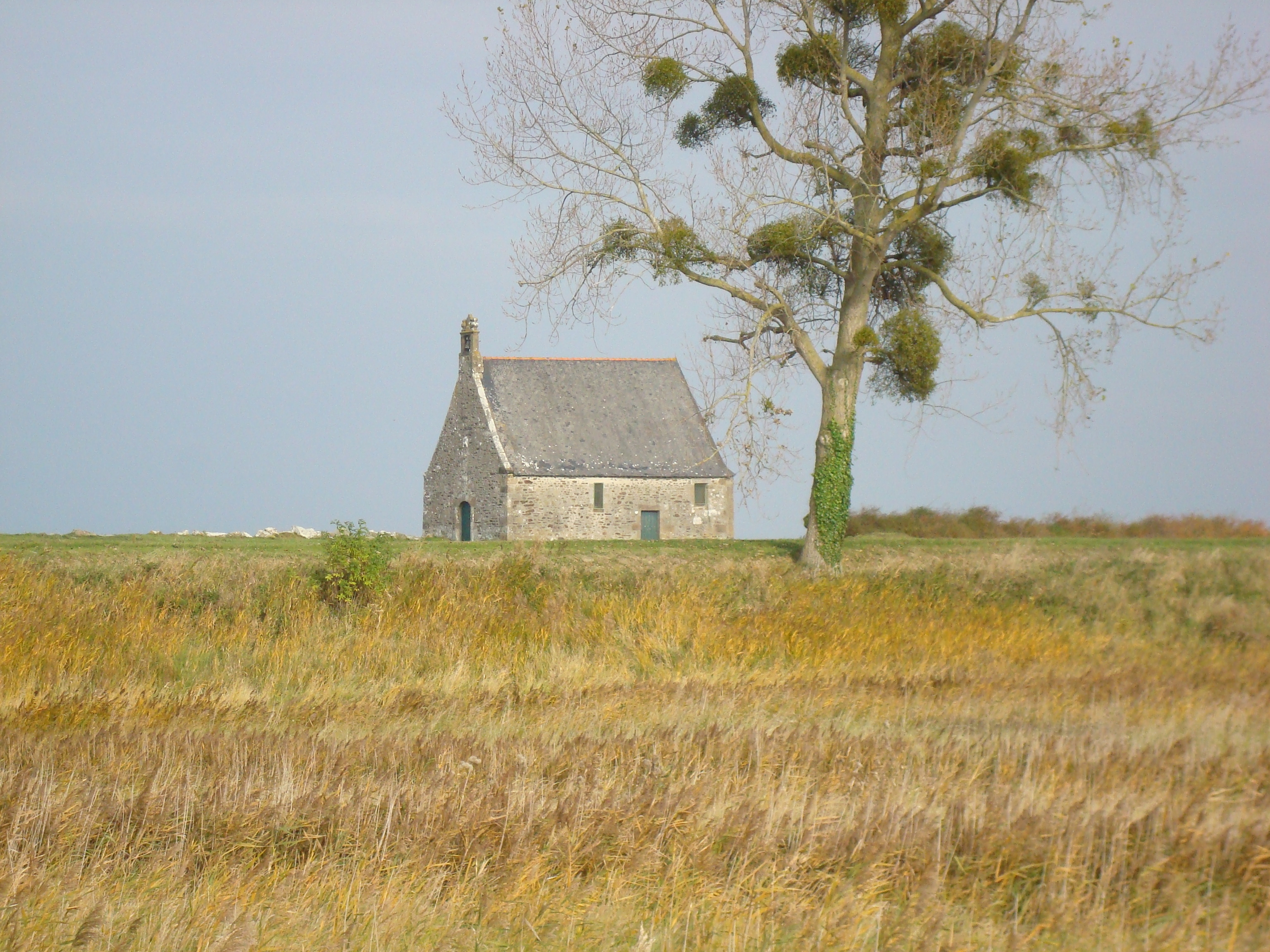
La chapelle Sainte-Anne des Grèves.

- Le chemin Dolais, ancienne voie côtière aménagée au Moyen Âge sur le cordon dunaire dont la chapelle Sainte-Anne des Grèves marque la limite orientale.
- Le site mégalithique du Champ des Tombes, classé au titre des monuments historiques en 1966[37].

## Activité et manifestations

### Jumelages
Saint-Broladre est jumelé avec :
- Neuenkirchen (Allemagne) depuis 1994

Neuenkirchen est une municipalité allemande située dans le land de Basse-Saxe et comptant un peu plus de 1 300 habitants.

## Personnalités liées à la commune
- Étienne Blandin (1903 à Saint-Broladre - 1991), peintre officiel de la Marine, professeur de dessin à Saint-Malo.